# Finsko na Letních olympijských hrách 2004
Finsko na Letních olympijských hrách 2004 v Athénách reprezentovalo 53 sportovců, z toho 36 mužů a 17 žen. Nejmladším účastníkem byla Hanna-Maria Seppälä (19 let, 246 dní), nejstarší pak Maarit Lepomäki (47 let, 248 dní) . Reprezentanti vybojovali 2 stříbrné medaile.

## Medailisté
| Medaile | Jméno                | Sport             | Disciplína                 |
| ------- | -------------------- | ----------------- | -------------------------- |
| Stříbro | Marko Kemppainen     | Sportovní střelba | skeet                      |
| Stříbro | Marko Yli-Hannuksela | Zápas             | Muži řecko-římský do 76 kg |